# أمقان
أمقان هي قرية في مقاطعة أسكو، إيران. عدد سكان هذه القرية هو 794 في سنة 2006.